# Dominique Perreault
Dominique Perreault, född 26 oktober 1984 i Montréal, är en kanadensisk vattenpolospelare. Hon spelade sin första landskamp i det kanadensiska landslaget år 2005, tog VM-brons senare samma år i Montréal och VM-silver år 2009 i Rom.
Perreault tog silver i damernas vattenpoloturnering i samband med panamerikanska spelen 2015 i Toronto. I matchen mot Venezuela gjorde hon tre mål.